# Birgit und Bettina Westhausen
Birgit und Bettina Westhausen (auch Schmidt-Westhausen; * um 1960) sind ein deutsches Zwillingspaar und ehemalige Schauspielerinnen.
Sie wurden in den 1970er Jahren durch die Filme Die Zwillinge vom Immenhof und Frühling auf Immenhof bekannt, in denen sie an der Seite von Heidi Brühl und Horst Janson in den Rollen der Zwillinge „Billy“ und „Bobby“ zu sehen waren. Nach den Immenhof-Filmen standen sie letztmals Anfang der 1980er Jahre für eine Episode von Harald Juhnkes Leute wie du und ich vor der Kamera. Danach zogen sie sich aus der Öffentlichkeit zurück.

## Filmografie
- 1973: Die Zwillinge vom Immenhof
- 1974: Frühling auf Immenhof
- 1983: Leute wie du und ich (Fernsehserie, Episode 1x04 Nachwuchssorgen/Fundbüro/Prüfungsangst/Lebenshilfe/Ein geistreicher Morgen)